# Trichosporon dulcitum
Trichosporon dulcitum är en svampart som först beskrevs av Christine Marie Berkhout, och fick sitt nu gällande namn av Weijman 1979. Trichosporon dulcitum ingår i släktet Trichosporon och familjen Trichosporonaceae.   Inga underarter finns listade i Catalogue of Life.